# Zamek w Kazimierzu Dolnym

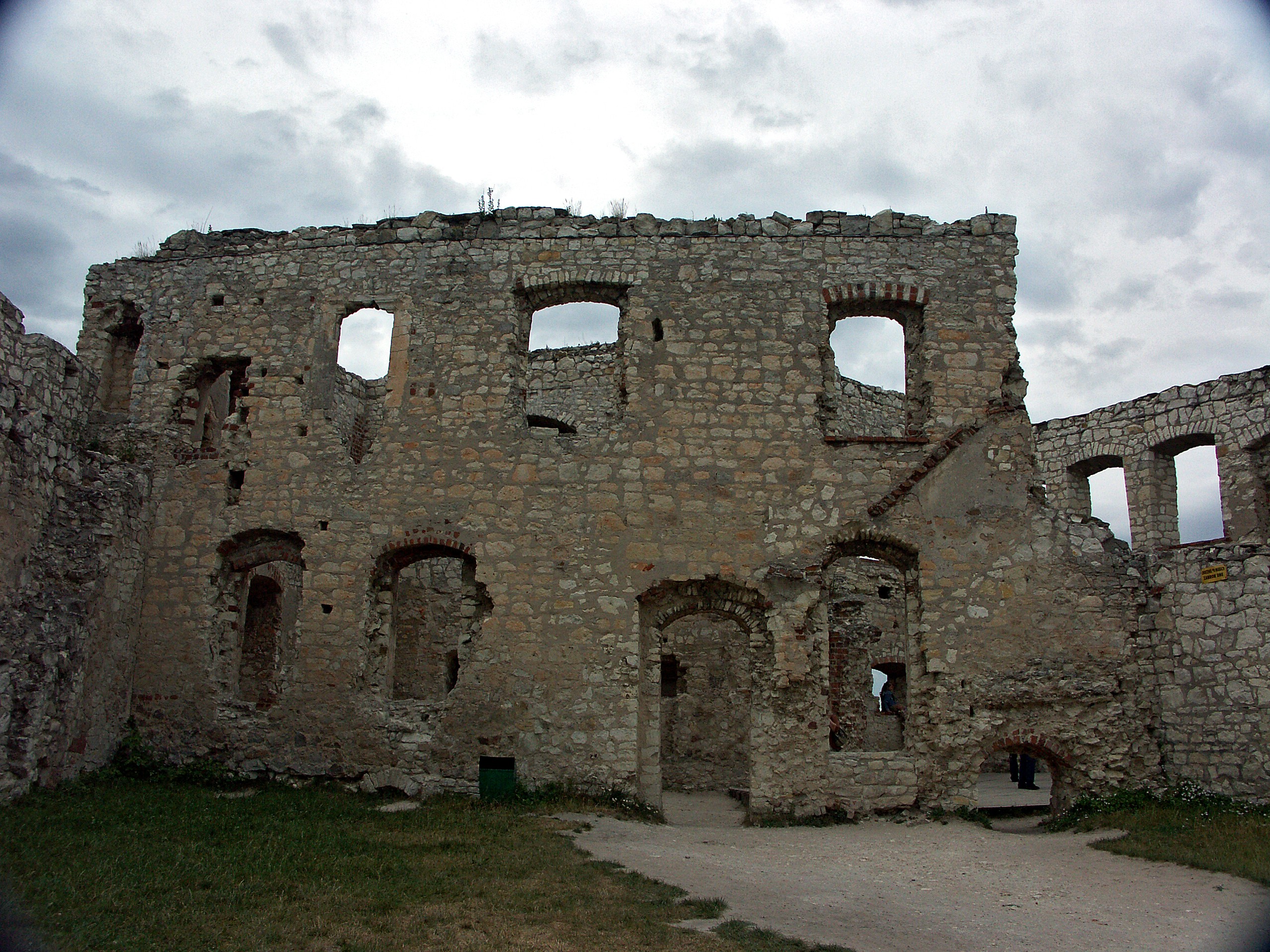
Ruiny zamku

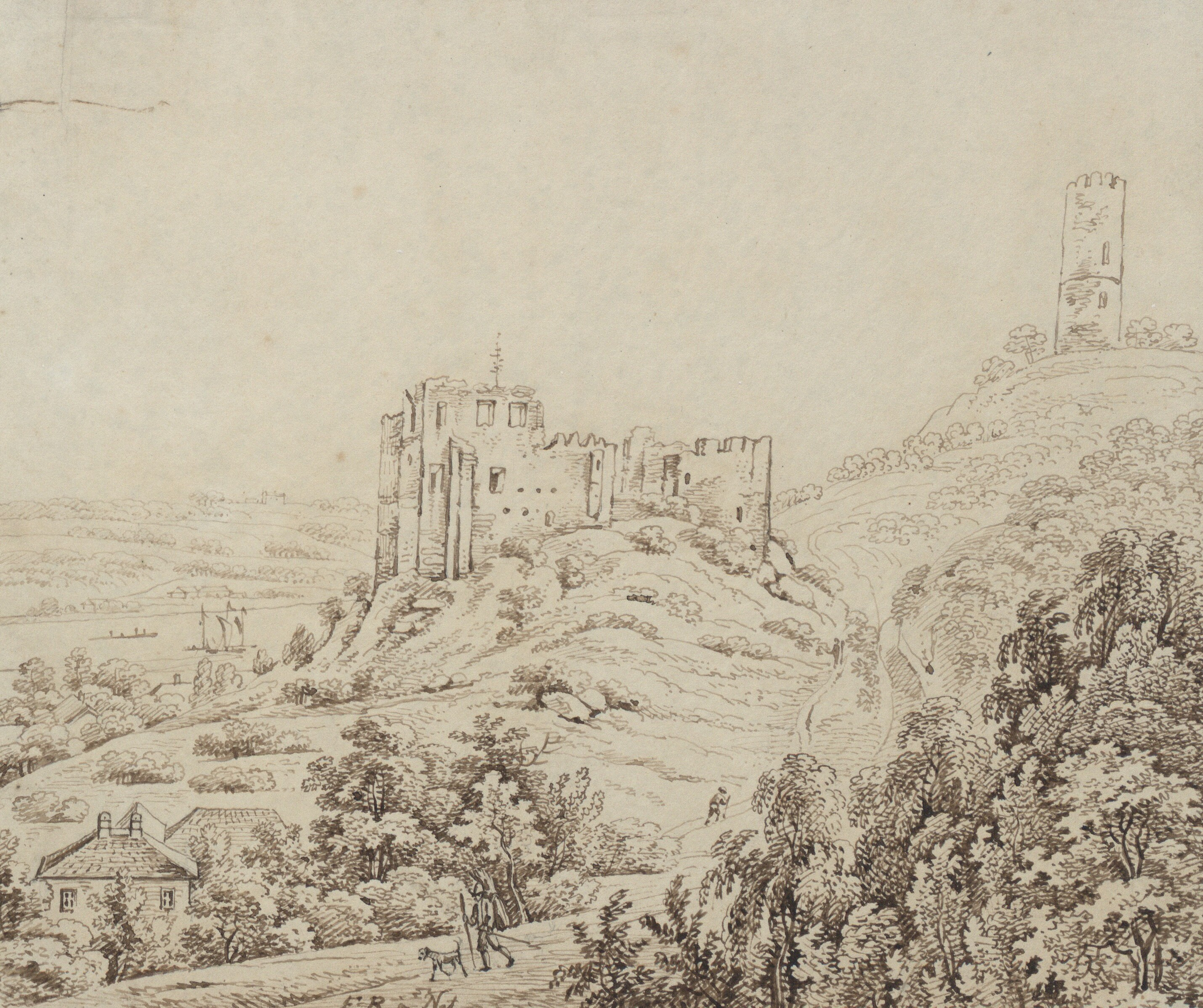
Ruiny zamku, po 1819

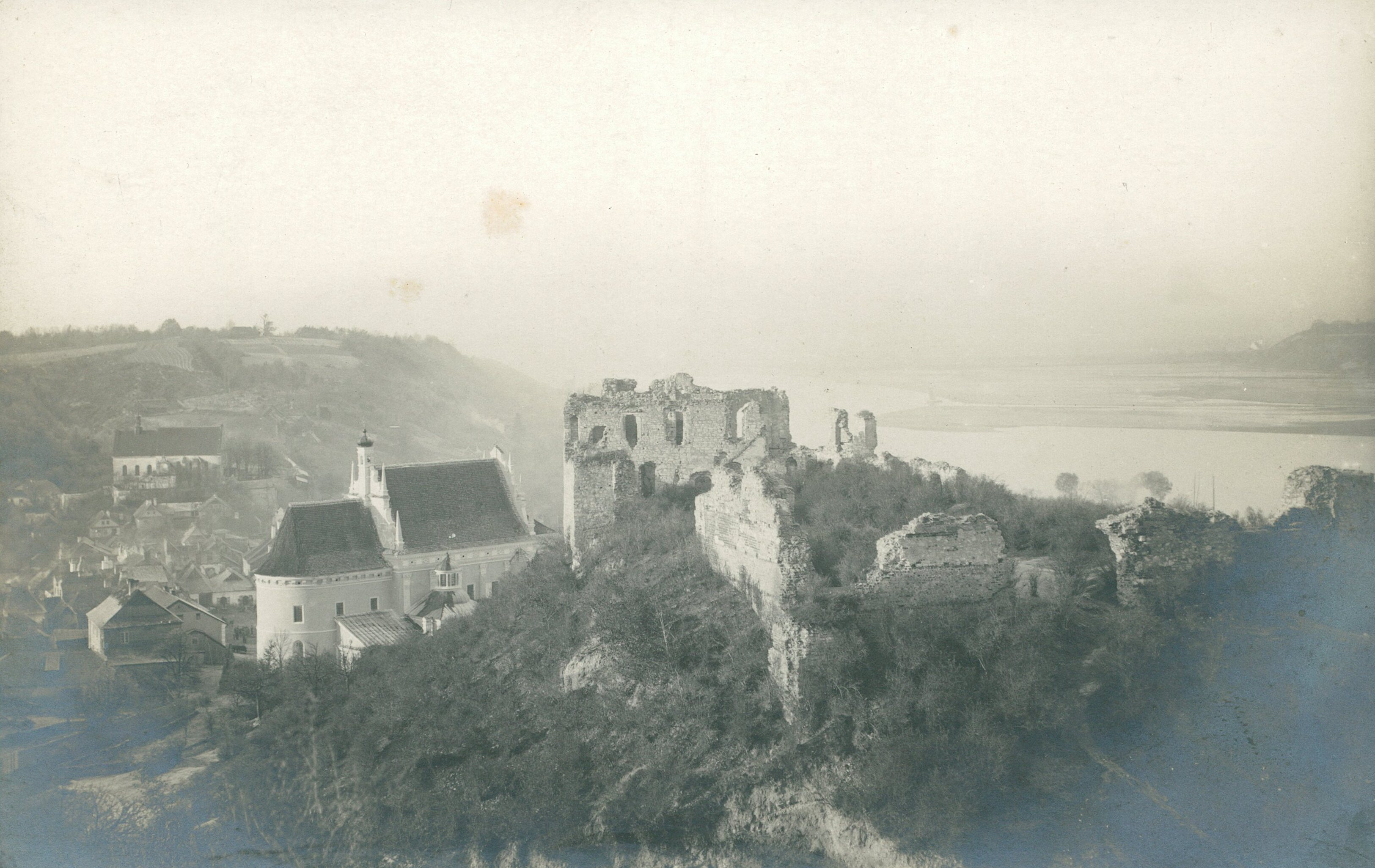
Ruiny zamku po 1906

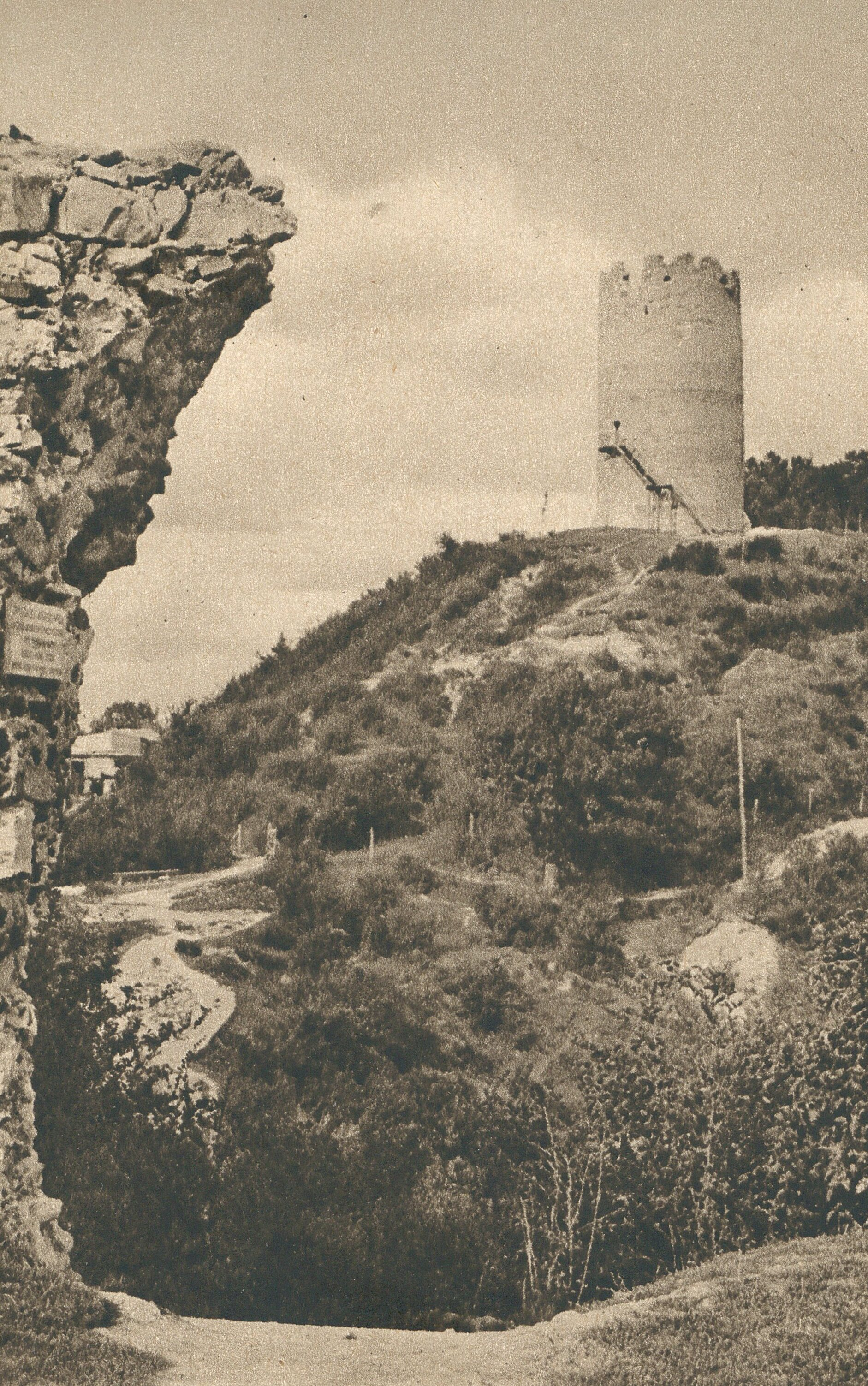
Baszta zamkowa, około 1939

Zamek w Kazimierzu Dolnym – zespół fortyfikacji obronnych z XIII i XIV wieku mieszczący się w Kazimierzu Dolnym (województwo lubelskie) na Górze Zamkowej.

## Zamek górny („Baszta”)
Wieża, nazywana potocznie „Basztą” bądź Wieżą Łokietka, to wybudowany na przełomie XIII i XIV wieku obronny stołp. Został wzniesiony na wysokości przeprawy przez Wisłę, tzw. Przewozu Woyszyńskiego. Mieści się na szczycie wzniesienia, około 180 metrów od zamku dolnego i 19 metrów nad jego poziomem. Jego wysokość, w zależności od miejsca, sięga nawet 20 metrów, a obwód u podstawy wynosi 32,5 metra. Grubość murów wynosi 4,2 metra u podstawy i wraz z wysokością zmniejsza się do 3 metrów na szczycie.
Jedyne wejście do baszty znajduje się na wysokości sześciu metrów nad poziomem gruntu. W najniższej kondygnacji mieści się loch.
Nie ma zgodności co do określenia przeznaczenia budynku. W zależności od źródła przypisywane są mu funkcje więzienia, latarni rzecznej, siedziby straży celnej, a nawet skarbca.
Najprawdopodobniej rola budowli polegała na strzeżeniu przeprawy „woyszyńskiej”, na Wiśle oraz na poborze ceł. Po wybudowaniu pobliskiego zamku, wieża miałaby utracić swoją obronną rolę, a po usunięciu stożkowego dachu, wykorzystywana była jako śródlądowa latarnia „morska” – ułatwiając dzięki palonemu na jej szczycie ognisku – nocną nawigację po Wiśle.

## Zamek dolny
I faza gotycka
Według zapisków Jana Długosza zamek został wybudowany na polecenie Kazimierza Wielkiego w latach 40. XIV wieku. Był on, podobnie jak znajdujący się powyżej okrągły stołp, zbudowany z ogólnodostępnego w okolicy wapienia. Początkowo miał on kształt zbliżony do owalu, który był otoczony grubymi na dwa metry murami obwodowymi z blankami. Na wewnętrznym dziedzińcu prawdopodobnie znajdowały się drewniane zabudowania.
Kazimierskie założenia obronne, jak warownie z XIV wieku, pełniły przede wszystkim funkcję administracyjną w państwie Piastów. Stanowiły one raczej założenia powielające największe skupiska demograficzne, miasta, centra administracyjne czy handlowe (Kazimierz był ważnym miastem portowym). Miały głównie zapewniać sprawne funkcjonowanie państwa, a nie nieco iluzoryczną obronę granic, jak przyjmuje się w starszej literaturze.
II faza gotycka
W XV wieku ród Grotów zarządzający zamkiem dokonał jego rozbudowy, dobudowując m.in. dwukondygnacyjne skrzydło mieszkalne od strony miasta (południowej), kwadratową ceglaną wieżę mieszkalno-obronną od strony Wisły, przylegające do niej skrzydło mieszkalne oraz suchą fosę. Ówczesny wygląd zamku opisuje inwentarz z 1509 roku.
Faza renesansowa

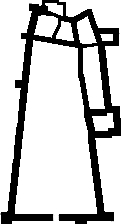
Plan zamku dolnego

W 1509 roku Zygmunt I Stary nadaje prawa do zamku rodowi Firlejów. Wtedy też, za sprawą Mikołaja Firleja, ma miejsce druga przebudowa. Z jego polecenia Santi Gucci oraz Piotr Likiel przebudowali zamek, nadając mu styl włoskiego renesansu. Dodano wtedy m.in. attykę oraz nadbudowano południowe skrzydło mieszkalne od strony miasta o jedną kondygnację. Wieża kwadratowa od strony Wisły także otrzymała attykę około 1540 roku.
W roku 1655 podczas Potopu zamek został zajęty i spalony przez wojska szwedzkie, a w 1657 roku został w znacznej części zniszczony przez siedmiogrodzkie oddziały księcia Jerzego Rakoczego. Podczas odbudowy uzupełniono zabudowę od strony zachodniej oraz wystawiono schody zewnętrzne na naroże dziedzińca.
W 1663 roku w Kazimierzu Dolnym wybuchł pożar pochłaniający większość miasta, w tym i zamek dolny.
Na początku XVIII wieku za panowania Augusta II Mocnego powstają plany odbudowy zamku w stylu pałacowym, jednak zostają one pokrzyżowane przez wojnę domową ze Stanisławem Leszczyńskim. W wyniku tego zamek popada w ruinę i do końca wieku zostaje całkowicie opuszczony. W 1806 władze austriackie ze względów bezpieczeństwa wysadziły grożącą zawaleniem się część murów wraz z attyką.
18 marca 1831, w czasie bitwy pod Kazimierzem Dolnym powstania listopadowego, zamku bronił Batalion Celnych Strzelców Sandomierskich pod dowództwem Stanisława Krzesimowskiego. Za udział w powstaniu Adama Czartoryskiego, zamek należący wtedy do rodziny Czartoryskich, został skonfiskowany i przeszedł na własność skarbu Królestwa Polskiego.
W latach 1958–1960 na terenie ruin przeprowadzono badania archeologiczne. Zamek zabezpieczono w formie trwałej ruiny i udostępniono dla ruchu turystycznego.